# Dong (fleuve)
Pour les articles homonymes, voir Dong.
Le Dong (chinois simplifié : 东江 ; chinois traditionnel : 東江 ; pinyin : dōng jiāng ; littéralement : fleuve de l'est) est un fleuve du sud de la Chine.
Il fusionne avec le Xi (fleuve de l'ouest) et le Bei (fleuve du nord) pour former la rivière des Perles.

## Hong Kong
Le Dong est l'une des principales sources d'approvisionnement en eau de Hong Kong qui l'achète auprès de la ville de Canton depuis 1965.